# Gambia na Letnich Igrzyskach Olimpijskich 2016
Gambię na Letnich Igrzyskach Olimpijskich 2016, które odbyły się w Rio de Janeiro, reprezentowało 4 zawodników - 3 mężczyzn i 1 kobieta.
Był to dziewiąty start reprezentacji Gambii na letnich igrzyskach olimpijskich.

## Reprezentanci

### Judo
Mężczyźni
| Zawodnik  | Konkurencja | 1/32               | 1/16             | 1/8              | Ćwierćfinał      | Półfinał         | Repasaż          | Finał/BM         | Finał/BM |
| Zawodnik  | Konkurencja | Przeciwnik Wynik   | Przeciwnik Wynik | Przeciwnik Wynik | Przeciwnik Wynik | Przeciwnik Wynik | Przeciwnik Wynik | Przeciwnik Wynik | Pozycja  |
| --------- | ----------- | ------------------ | ---------------- | ---------------- | ---------------- | ---------------- | ---------------- | ---------------- | -------- |
| Faye Njie | - 73 kg     | Chamza P 000 - 002 | NQ               | NQ               | NQ               | NQ               | NQ               | NQ               | NQ       |

### Lekkoatletyka
Mężczyźni
| Zawodnik     | Konkurencja | Eliminacje | Eliminacje | Półfinał | Półfinał | Finał | Finał   |
| Zawodnik     | Konkurencja | Wynik      | Miejsce    | Wynik    | Miejsce  | Wynik | Miejsce |
| ------------ | ----------- | ---------- | ---------- | -------- | -------- | ----- | ------- |
| Adama Jammeh | 200 m       | 20,55      | 5.         | NQ       | NQ       | NQ    | NQ      |

Kobiety
| Zawodnik  | Konkurencja | Eliminacje | Eliminacje | Półfinał | Półfinał | Finał | Finał   |
| Zawodnik  | Konkurencja | Wynik      | Miejsce    | Wynik    | Miejsce  | Wynik | Miejsce |
| --------- | ----------- | ---------- | ---------- | -------- | -------- | ----- | ------- |
| Gina Bass | 200 m       | 23,43      | 5.         | NQ       | NQ       | NQ    | NQ      |

### Pływanie
Mężczyźni
| Zawodnik  | Konkurencja          | Eliminacje | Eliminacje | Półfinał | Półfinał | Finał | Finał   |
| Zawodnik  | Konkurencja          | Czas       | Miejsce    | Czas     | Miejsce  | Czas  | Miejsce |
| --------- | -------------------- | ---------- | ---------- | -------- | -------- | ----- | ------- |
| Pap Jonga | 50 m stylem dowolnym | 24,78      | 79.        | NQ       | NQ       | NQ    | NQ      |